# Metasia adelalis
Metasia adelalis là một loài bướm đêm trong họ Crambidae.